# Іващенко Юрій Миколайович
Іва́щенко Ю́рій Микола́йович (нар. 12 квітня 1961, Андрушівка, Житомирська область, УРСР) — український астроном.

## Життєпис
Народився Юрій Іващенко 12 квітня 1961 року в смт Андрушівка Житомирської області (з 1975 року — місто). Отримав ім'я на честь Юрія Гагаріна, оскільки день його народження припав на день першого польоту людини у космос. Батько — журналіст обласної газети, мати — вчителька фізики та астрономії.
Закінчив школу № 1 в Андрушівці. Захоплювався астрономією з дитинства. У 1978–1983 роках навчався на фізичному факультеті Київського державного університету ім. Т. Шевченка, кафедра астрономії. В 1983–1992 роках працював у Головній астрономічній обсерваторії Академії наук України, захистив дисертацію кандидата фізико-математичних наук. 1992 року перейшов на посаду у київське СТО № 2 (сьогодні це «Автомобільний центр Голосіївський»), де продовжує працювати і нині.
У 1998 році заклав фундамент першої приватної обсерваторії в Україні — майбутньої Андрушівської астрономічної обсерваторії (A50), яку було відкрито 12 квітня 2001 року. 2003 року, разом зі співробітниками, відкрив на ній перші астероїди .
У 2005–2012 роках Андрушівська обсерваторія входила до 20 найплідніших обсерваторій світу за спостереженнями малих планет. Загалом було відкрито понад 330 астероїдів.
Юрій Іващенко — батько п'ятьох дітей .